# Dysdalen
Dysdalen är ett kommunalt inrättat kulturreservat i Älvdalens kommun. Dysdalen är ett fornlämningsområde med blästerugnar på 69 hektar, vilket inrättades 2008.